# Ароф
Ароф (фр. Aroffe) насеље је и општина у североисточној Француској у региону Лорена, у департману Вогези која припада префектури Нефшато.
По подацима из 2011. године у општини је живело 99 становника, а густина насељености је износила 11,63 становника/km². Општина се простире на површини од 8,51 km². Налази се на средњој надморској висини од 370 метара (максималној 460 m, а минималној 347 m).

## Демографија
| 1962. | 1968. | 1975. | 1982. | 1990. | 1999. | 2011. |
| ----- | ----- | ----- | ----- | ----- | ----- | ----- |
| 147   | 118   | 98    | 92    | 77    | 82    | 99    |

График промене броја становника у току последњих година